# Stenanthemum pimeleoides
Stenanthemum pimeleoides är en brakvedsväxtart som först beskrevs av Joseph Dalton Hooker, och fick sitt nu gällande namn av George Bentham. Stenanthemum pimeleoides ingår i släktet Stenanthemum och familjen brakvedsväxter. Inga underarter finns listade i Catalogue of Life.